# Kanga Akalé
Kanga Gauthier Akalé (Abidjan, 7 marzo 1981) è un ex calciatore ivoriano naturalizzato francese, di ruolo centrocampista.

## Palmarès

### Club

#### Competizioni nazionali
- Coppa di Francia: 1

Auxerre: 2004-2005
- Coppa Svizzera: 1

Zurigo: 1999-2000